# کیم یی کیونگ
کیم یی کیونگ (کره‌ای: 김이경؛ زادهٔ ۲۲ سپتامبر ۱۹۹۷) بازیگر و مدل اهل کره جنوبی است. او به خاطر ایفای نقش در فوق برنامه و خانه شیرین شناخته می‌شود.

## فیلم‌شناسی

### فیلم
| سال  | عنوان               | نقش                 | منابع |
| ---- | ------------------- | ------------------- | ----- |
| ۲۰۱۹ | مسخ                 | دانش آموز دبیرستانی | [ ۵ ] |
| ۲۰۱۹ | حرکت الهی ۲: خشمگین | بازیکن کلوب بادوک   | [ ۶ ] |
| ۲۰۱۹ | مرا به خانه بیاور   | پرستار              | [ ۷ ] |
| ن/م  | آدری                | بک جانگ می          | [ ۸ ] |